# Peroxidaza cải ngựa
Peroxidaza cải ngựa là một loại enzyme thực vật sử dụng rộng rãi để vết tế bào thần kinh (sau khi tiêm vào một neuron, nó tạo ra một precipitate có thể nhìn thấy một trong một số phản ứng histochemical)